# Erzbistum Alba Iulia
Das Erzbistum Alba Iulia (lateinisch Archidioecesis Albae Iuliensis, ungarisch Gyulafehérvári főegyházmegye) ist eine in Rumänien gelegene Erzdiözese der römisch-katholischen Kirche. 

## Geschichte
Im Jahre 1009 von König Stephan I. des Königreichs Ungarn als Bistum Transsilvanien gegründet mit Sitz in Alba Iulia (ungarisch: Gyulafehérvár, deutsch: Karlsburg, Weißenburg). Nach dem zwischen dem Königreich Rumänien und dem Heiligen Stuhl geschlossenen Konkordat  änderte es am 22. März 1932 seinen Namen in Bistum Alba Iulia. Am 5. August 1991 erhob Papst Johannes Paul II. die Diözese mit der Apostolischen Konstitution Quod satis constat zum immediaten Erzbistum. Erster Erzbischof war Lajos Bálint.

## Weihbischöfe
- 1949–1950 Imre Alfréd Erőss
- 1951–1953 Győző Simon Macalik, Titularbischof von Azotus
- 1981–1990 Lajos Bálint, Titularbischof von Nova
- 1990–1994 György Jakubinyi, Titularbischof von Aquae Regiae
- 1996–2019 József Tamás, Titularbischof von Valabria